# Гетто в Рогачёве
Гетто в Рогачёве (10 сентября 1941 — 20 марта 1942) — еврейское гетто, место принудительного переселения евреев города Рогачёв Гомельской области и близлежащих населённых пунктов в процессе преследования и уничтожения евреев во время оккупации территории Белоруссии войсками нацистской Германии в период Второй мировой войны.

## Оккупация Рогачёва и создание гетто
До войны в Рогачёве из более 15 000 жителей 33 % (4601 человек) составляли евреи.
Город был захвачен немецкими войсками 2 июля 1941 года, и оккупация продлилась (с перерывом с 13 июля до 14 августа 1941 года) до 24 февраля 1944 года. Сразу после оккупации начались убийства евреев и издевательства над ними. Часть евреев, пытавшихся уйти на восток, немцы схватили по дороге, привезли в Рогачев, пересчитали и расстреляли нечетных. Евреев избивали прямо на улице и немцы, и полицейские, и под страхом смерти им запретили выходить без нашитых на верхнюю одежду желтых шестиконечных звезд.
Реализуя нацистскую программу уничтожения евреев, немцы создавали гетто почти во всех городах и населённых пунктах Беларуси, где проживало еврейское население. Так и в Рогачёве 9 сентября 1941 года оккупанты отдали приказ об организации со следующего дня — 10 сентября — трёх гетто. Все евреи должны были пройти регистрацию, причем мужчины и женщины отдельно, и переселиться в следующие места:
- трудоспособные — на территорию картонной фабрики (сейчас это консервно-овощной завод на перекрестке улиц Коммунистической и Друтской)[5][14];
- нетрудоспособные — в сырые и холодные подвалы заброшенного военного склада на улице Пушкинской (сейчас это место между улицами Школьной, Вокзальной, Гоголя и Друтской), это каменное двухэтажное здание бывшей тюрьмы было известно в городе под названием «Централка»[5][11][15];
- подростки — в лагерь в бывшей школе трактористов (сегодня — район складов РайПО)[7].

Всё имущество евреев было конфисковано, а с собой разрешили взять только то, что помещалось в руках. Все евреи под страхом смерти должны были носить желтые нашивки на груди и спине на верхней одежде.
В гетто свозили и евреев из других населённых пунктов района — из Городца, Поболово и других деревень.

## Условия в гетто
Все три гетто были обнесены колючей проволокой. За самовольный выход за границы гетто расстреливали на месте. Охрану сначала несли немцы, потом их заменили местными полицаями.
Вскоре немцы расформировали подростковое гетто, позволив детям перебраться к родителям. А в первых числах ноября всех ещё живых евреев перевели в гетто в подвалах склада.
С первых же дней в гетто начался голод. Единственными источниками еды были украденные на сельхозработах продукты или обменянные у полицаев на ценные вещи. Местным неевреям запрещалось помогать евреям под угрозой смерти.
Условия жизни узников в подвалах были невыносимыми. В каждой комнате жили 30-35 человек. Немцы и полицаи стреляли в людей за малейшую провинность и просто так, ради садистского удовольствия. Каждый день евреев избивали и гоняли на самые тяжёлые принудительные работы — разбирать завалы, возить на себе песок и воду. Женщин, детей и представителей интеллигенции заставляли голыми руками выгребать экскременты из немецких уборных.

## Уничтожение гетто

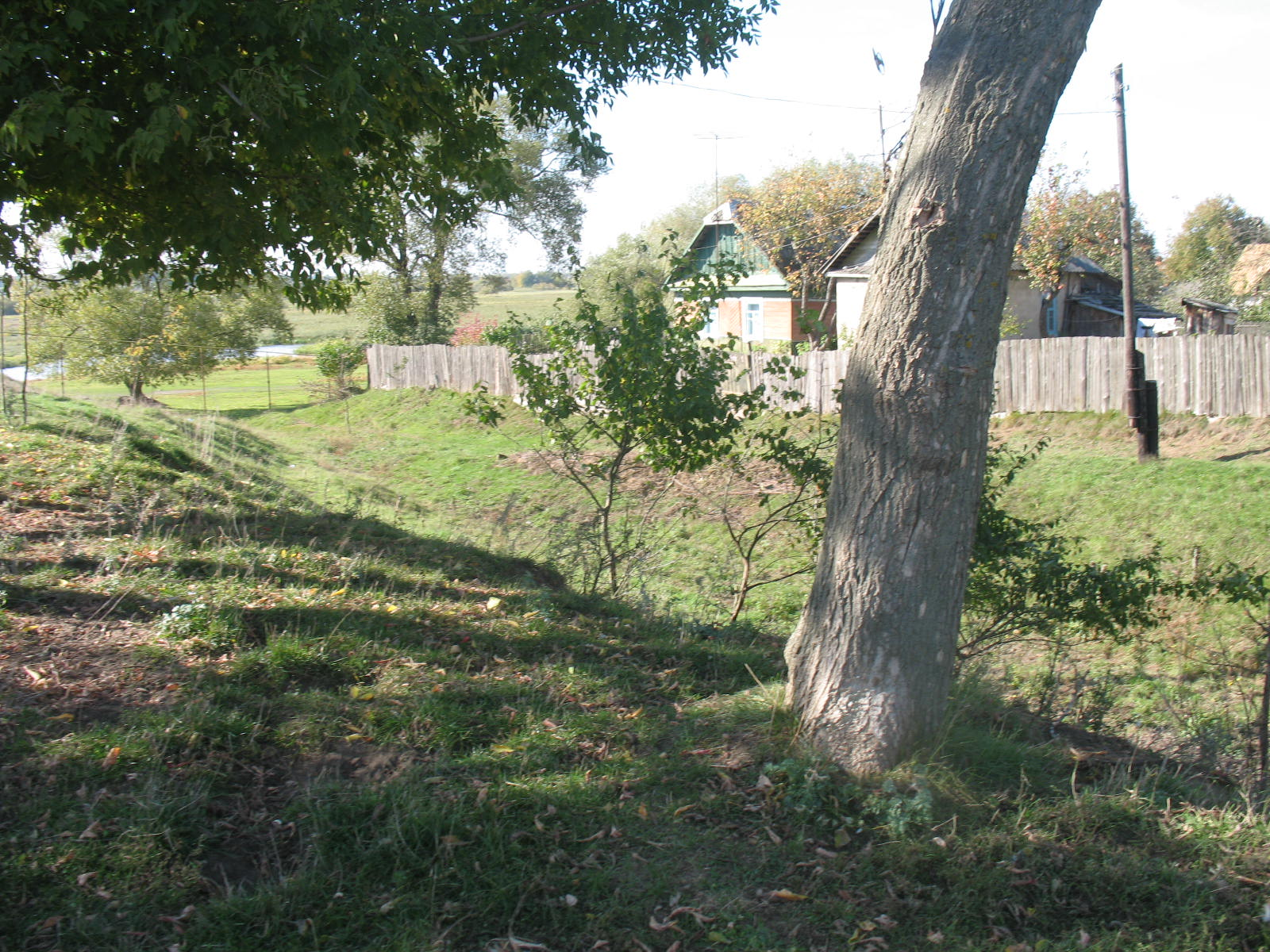
Расстрельный ров за бывшей картонной фабрикой

В конце октября 1941 года 35 заключенных Рогачевского гетто вывели на ремонт шоссейной дороги возле Довска и после работы тут же расстреляли.
В течение 6 и 7 ноября 1941 года большинство узников гетто были убиты. Во время этой «акции» (таким эвфемизмом нацисты называли организованные ими массовые убийства) около 3000 евреев расстреляли на западе города в начале нынешней улицы Полины Осипенко, в противотанковом рву за картонной фабрикой в 70 метрах от реки Друть.
Обречённым людям ещё в подвалах гетто приказывали раздеться и группами выводили к месту убийства. Там евреев заставляли ложиться в ров рядами и расстреливали из автоматов и винтовок. Многих убивали ударами прикладов. Маленьких детей убивали, взяв за ножки и разбивая им голову о мёрзлую землю. В расстреле участвовали и немцы, и полицаи. Вещи убитых разобрали полицаи.
После этого в Рогачевском гетто немцы оставили ещё около 400 евреев-специалистов с семьями — кузнецов, электромонтеров, сапожников, портных и часовщиков. Их жены и дети были заложниками, чтобы предотвратить побеги.
В начале декабря 1941 года немцы увели 72 еврея из гетто в сторону деревень Новый Кривск и Старый Кривск и расстреляли. А 1 января 1942 года убили ещё 171 узника в урочище Старина около деревни Хатовня.
В марте 1942 года в том же рву за картонной фабрикой были замучены и убиты ещё 300 человек — в основном, евреев и также цыган, схваченных на территории ближайших районов. Вскоре той же весной, в половодье, эта братская могила была размыта разлившейся рекой. Немцы приказали жителям Рогачёва вылавливать тела из реки и снова закапывать на берегу.
В декабре 1943 года перед отступлением немцы выкопали тела убитых в Рогачёве и трое суток сжигали их, пытаясь скрыть следы преступлений.
20 марта 1942 года были убиты последние ещё живые евреи и Рогачёвское гетто было полностью уничтожено. Их убили в лощине на южной стороне православного кладбища. После войны эта лощина в народе называлась «Долиной смерти».

## Случаи спасения и «Праведники народов мира»
В Рогачёве Дуктовская Татьяна за спасение Можейко Людмилы была удостоена почетного звания «Праведник народов мира» от израильского мемориального института «Яд Вашем» «в знак глубочайшей признательности за помощь, оказанную еврейскому народу в годы Второй мировой войны».

## Организаторы и исполнители убийств
По данным расследования комиссии ЧГК, убийство мирных граждан в Рогачёве и районе проходило при личном участии и непосредственном руководстве бургомистра города Лобикова, коменданта немецкой полевой комендатуры майора Мерло и его заместителя майора Дилера, коменданта городской комендатуры обер-лейтенанта Рудольфа, уполномоченного по сельскому хозяйству капитана Зипкеха, начальника гестапо обер-лейтенанта Ментропа, районного сельскохозяйственного коменданта Буша и его заместителя майора Рольке Антония, начальника центрального торгового общества Бушмана и его заместителя Крессе, шефа Штурбана, обер-лейтенанта Мавра.

## Память
Опубликованы неполные списки жертв геноцида евреев в Рогачёве.
На месте расстрела евреев был установлен памятник.